# In Sickness and in Health (Fear Itself)
"In Sickness and in Health" és el quart episodi de l'antologia de terror de la NBC Fear Itself. L'episodi ´te com a protagonistes convidat els protagonistes de Psych Maggie Lawson i James Roday.

## Trama
La Samantha (Maggie Lawson) està a punt de casar-se amb Carlos (James Roday), un home a qui estima profundament malgrat que fa poc temps que el coneix. Ella sospita que moltes persones, incloses les seves amigues/dames d'honor de tota la vida Kelly i Ruthie, pensen que s'afanya al matrimoni. El germà de la Samantha, Steven, encara no ha aparegut; La Samantha explica que està molest perquè és l'única família que té. La Ruthie passa a Samantha una nota que li va donar el pare Chris (William B. Davis), el reverend. Li diuen a la Samantha que li va donar una dona amb un mocador vermell. Obre la carta i troba una nota mecanografiada que diu: "La persona amb qui et cases és un assassí en sèrie".
Coneix en Carlos i descobreix que no pot relaxar-se al seu voltant. La Samantha i el Carlos es casen, malgrat algunes vacil·lacions durant la cerimònia. Preparant-se per a la recepció, Samantha intenta assegurar als seus amics que res ha canviat, tot i que tots dos noten que alguna cosa no va bé. Estressada, els demana que marxin. Sola, sent un cop a la porta. Ella surt i veu una persona que marxa, amb un mocador vermell. Es troba amb el pare Chris i li pregunta qui li va donar la nota. Fa al·lusió a una tragèdia en el passat d'en Carlos de la qual ella no ha estat conscient. Parla amb Bob (Marshall Bell), l'oncle d'en Carlos, que explica que els pares d'en Carlos van desaparèixer misteriosament quan ell tenia setze anys, cosa que el va traumatitzar.
Samantha deixa un missatge de veu per a Steven; es produeixen enfrontaments entre Carlos, les dames d'honor i Samantha. Carlos la pregunta sobre la nota. Quan ella li pregunta si li vol dir alguna cosa, ell respon rient, li diu que no s'espanti i comença a avançar cap a ella. Samantha es retira a una cabina confessional i Carlos intenta persuadir-la. Sense previ avís, entra a l'altra meitat de l'estand. La Samantha intenta escapar, però troba que està bloquejada. Carlos li parla d'una dona que va començar a perseguir-lo i que podria haver estat prou boja com per voler arruïnar el seu matrimoni.
En un altre lloc, la persona del mocador vermell entra a una habitació plena de caps humans en pots i cadàvers amb sang. Després de dipositar un gat mort en una taula, després de comprovar el missatge de veu, deixat per Samantha, es revela que la persona és el germà de Samantha, Steven, vestit de dona. En Carlos demana si poden oblidar-se de la nota, però la Samantha revela que el Pare Chris li va dir accidentalment a Ruthie que l'entregués a la persona equivocada; la nota no anava destinada a ella, sinó a ell. En Carlos diu que no vol saber què diu mentre estiguin junts, i que "m'ho ensenyaràs quan estiguis preparada, ho promets?" a la qual cosa la Samantha el mira estranyament i respon estranyament "Ho prometo".

## Repartiment
- Maggie Lawson – Samantha
- James Roday - Carlos
- William B. Davis - Pare Chris
- Marshall Bell – Oncle Bob
- Brendan Hunter – Steven
- Sonja Bennett - Ruthie

## Recepció
Múltiples ressenyes de l'episodi van assenyalar que va acabar amb més preguntes que respostes, com ara The AV Club preguntant "Per què sembla tan espantada si ella és la que té el control?". Slant va considerar que la presumpció inicial de l'episodi d'una dona que rebia una nota que deia que s'havia casat amb un assassí en sèrie podria haver estat "un bon ganxo per a un melodrama hitchcockià en la línia de Sospita estaven realment interessats en Salva a explicar aquesta història en particular", però que "ràpidament es fa obvi que tot és només una configuració per a un final de gir final coix i il·lògic".
Dread Central va ser crític en la seva ressenya, ja que van considerar que "aquesta sèrie continua demostrant la falla més gran de Masters of Horror: les antologies de terror s'adapten millor als episodis de mitja hora a la Tales From The Crypt en comptes del format d'una hora inflat."